# Phanerotomella nigricaner
Phanerotomella nigricaner är en stekelart som beskrevs av Chen och Ji 2003. Phanerotomella nigricaner ingår i släktet Phanerotomella och familjen bracksteklar. Inga underarter finns listade i Catalogue of Life.